# Wittelsheim
Wittelsheim (veraltet: Willelsheim) ist eine französische Gemeinde mit 10.364 Einwohnern (Stand 1. Januar 2022) im Département Haut-Rhin in der Region Grand Est (bis 2015 Elsass). Sie gehört zum Arrondissement Mulhouse und dort zum Kanton Wittenheim.

## Geografie
Wittelsheim liegt an der Thur zehn Kilometer nordwestlich von Mülhausen.

## Geschichte
Von 1871 bis zum Ende des Ersten Weltkrieges gehörte Wittelsheim als Teil des Reichslandes Elsaß-Lothringen zum Deutschen Reich und war dem Kreis Thann im Bezirk Oberelsaß zugeordnet.

### Bevölkerungsentwicklung
| Jahr      | 1910 | 1962 | 1968   | 1975   | 1982   | 1990   | 1999   | 2009   | 2017   |
| Einwohner | 1629 | 9782 | 10.088 | 10.032 | 10.177 | 10.452 | 10.226 | 10.388 | 10.355 |

## Salzgewinnung
1904 wurde nördlich von Wittelsheim von Amélie Zurcher Kalisalz gefunden, das von 1910 bis 2002 im Kalirevier im Elsass in Staffelfelden von der MDPA (Mine de potasse d’Alsace) gefördert wurde.

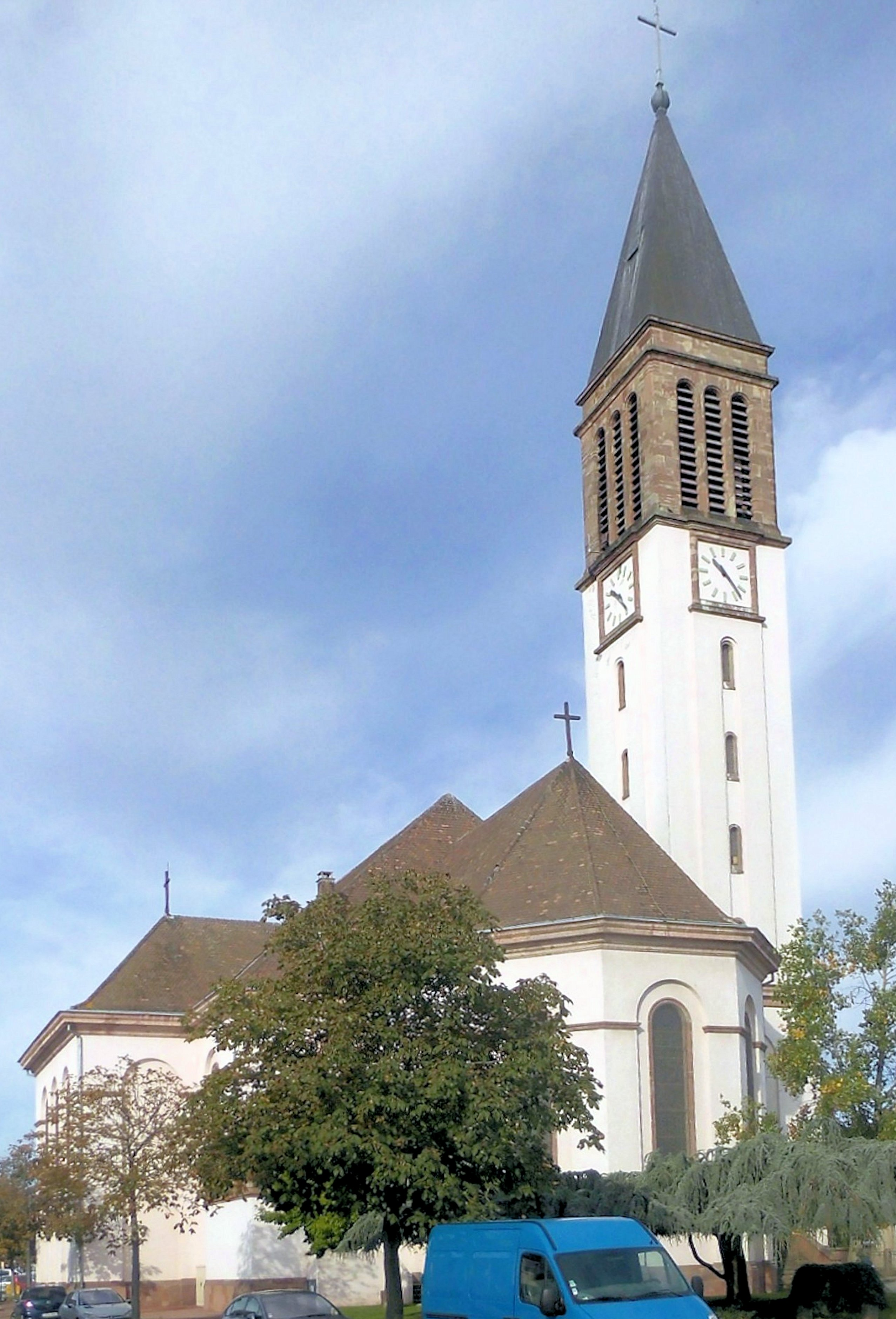
Kirche Saint-Michel
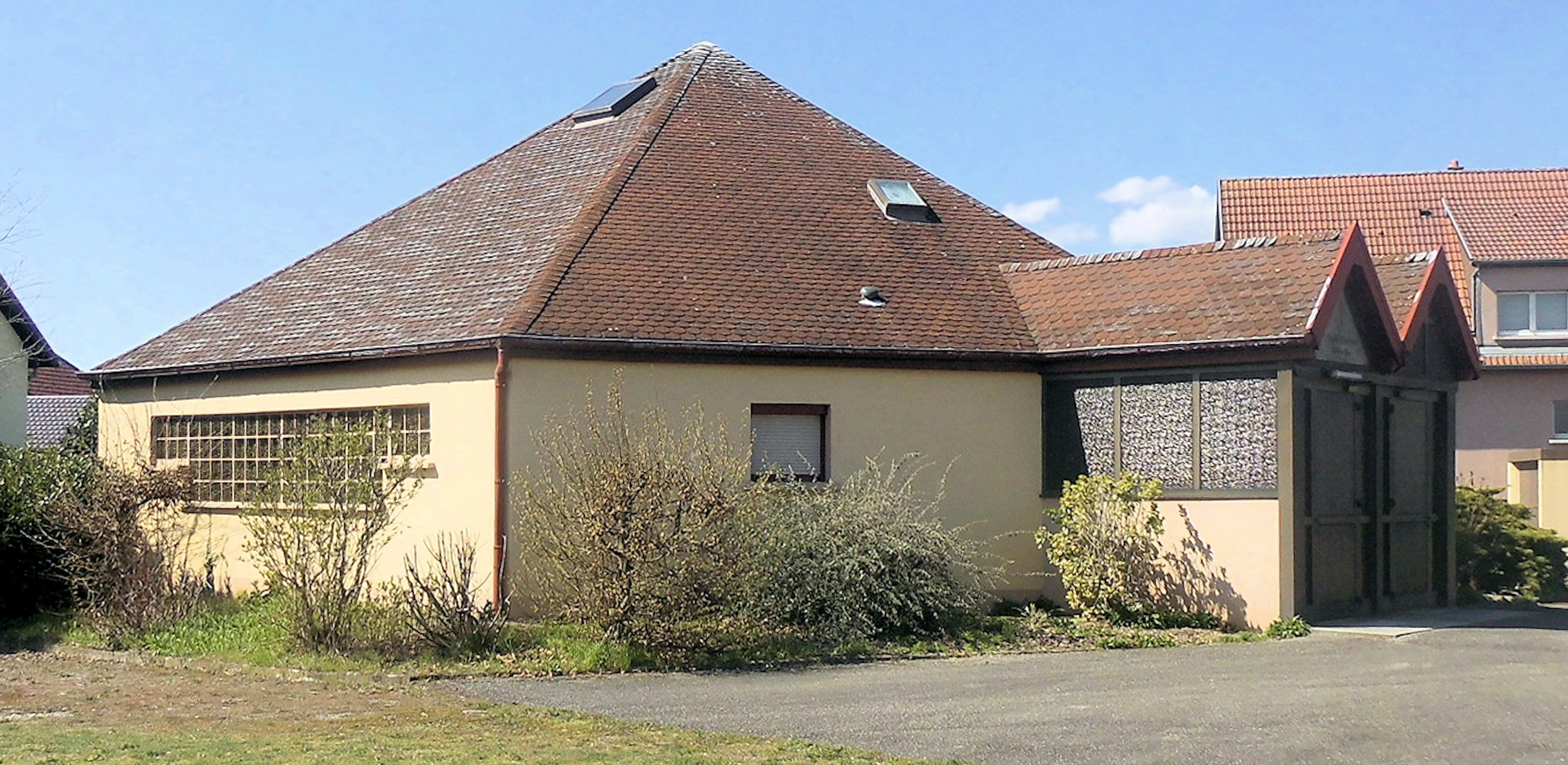
Protestantische Kapelle Eau-Vive
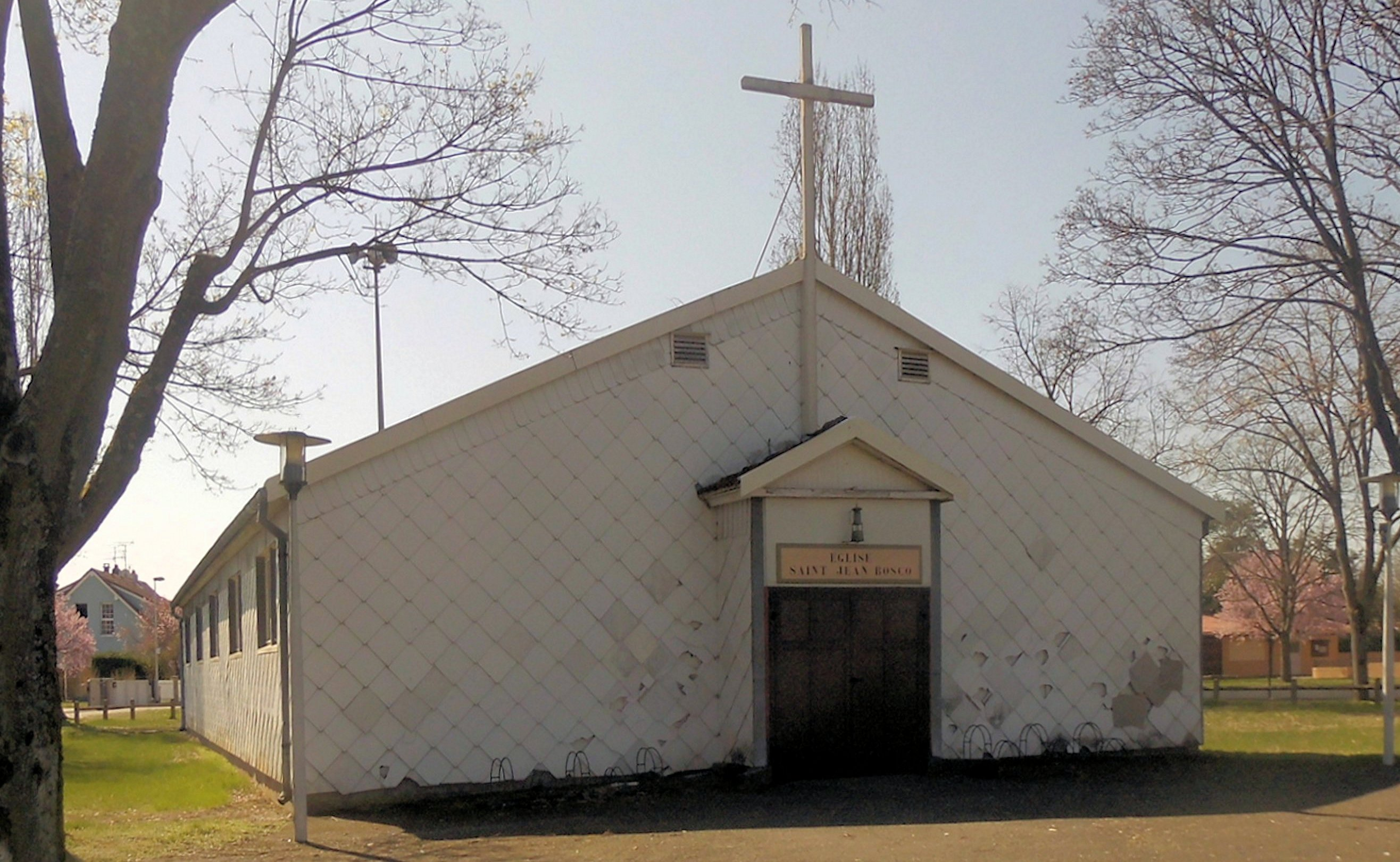
Kirche Jean Bosco
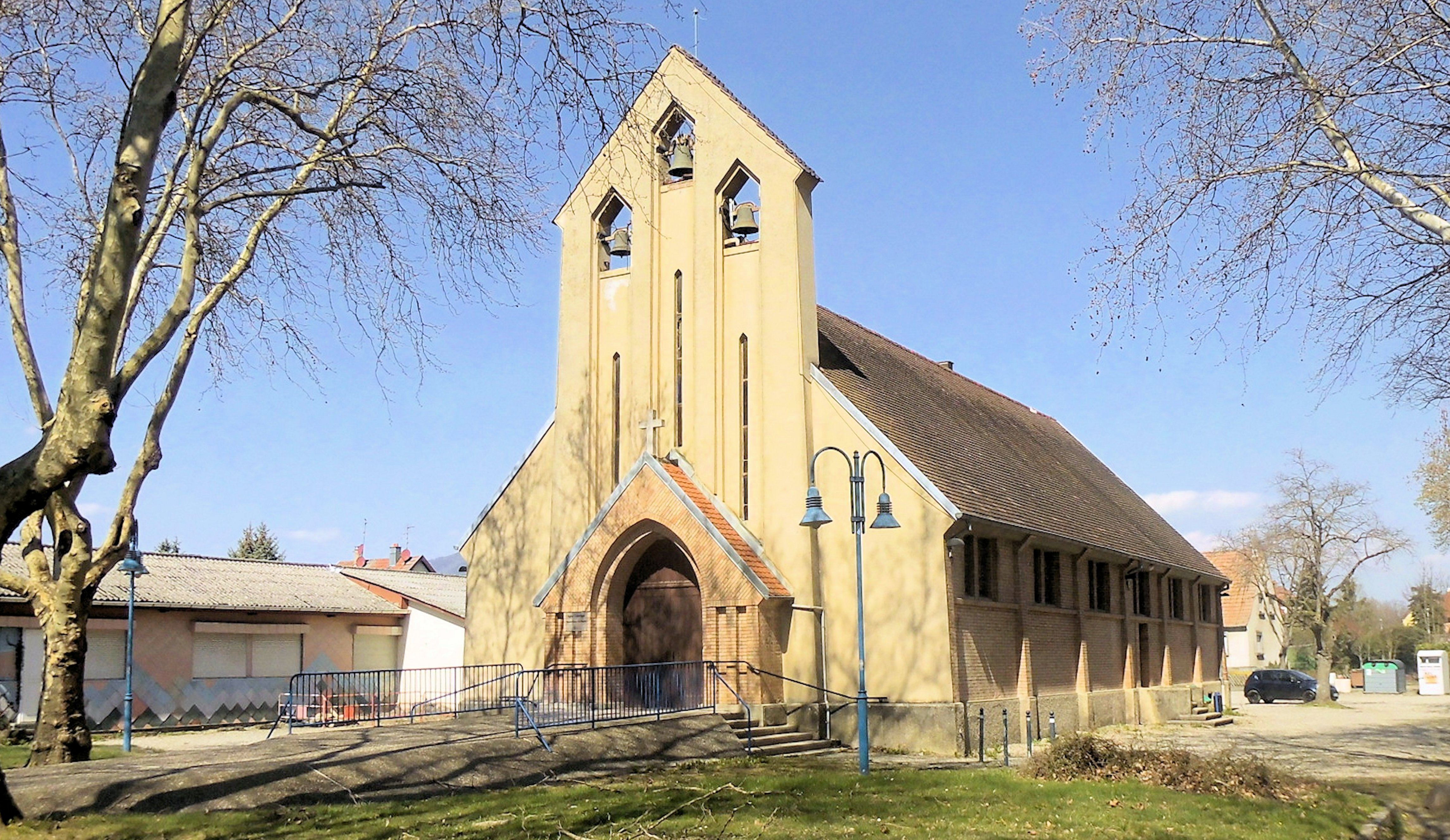
Kirche Notre-Dame-du-Rosaire
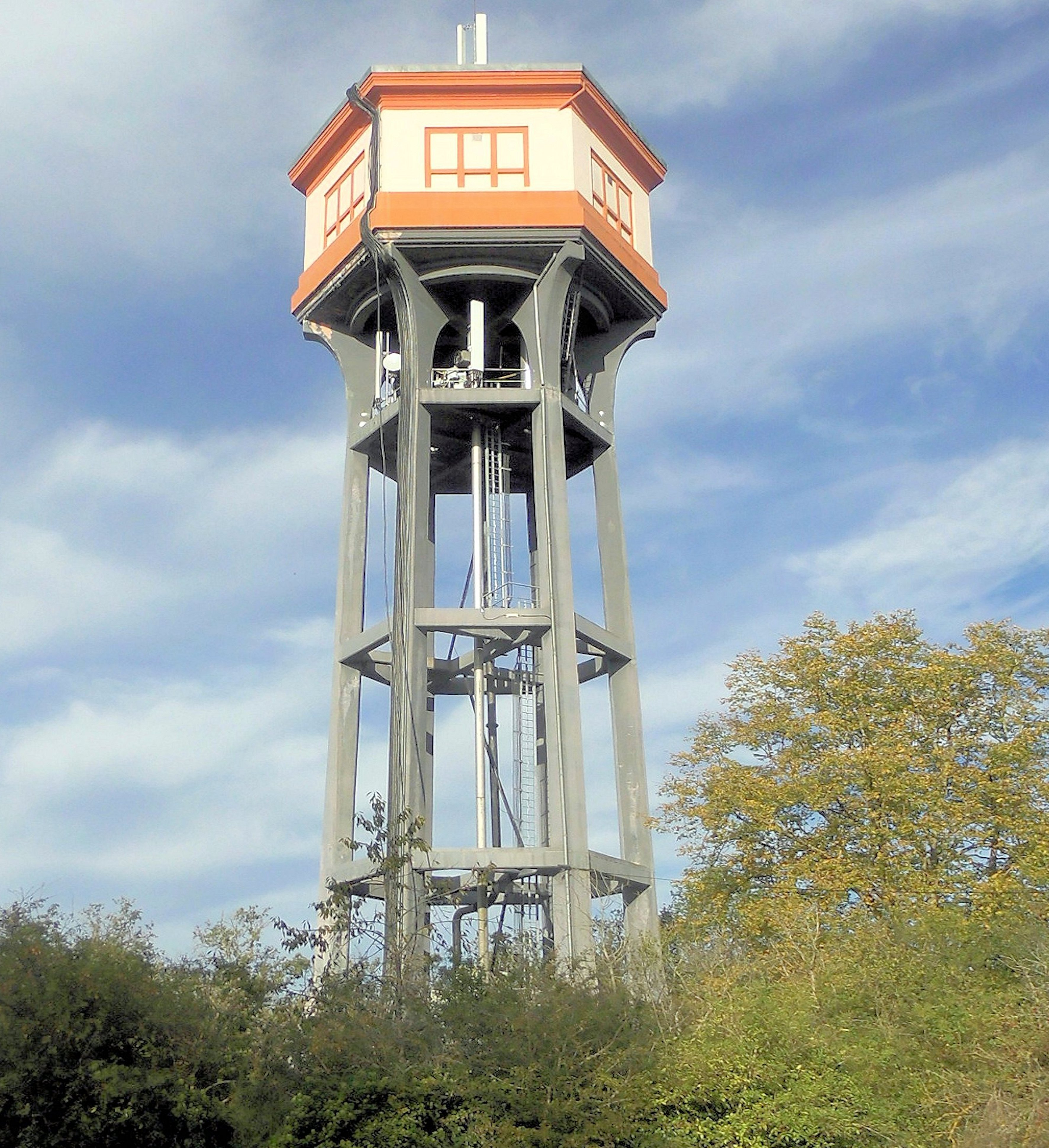
Wasserturm

## Gemeindepartnerschaften
Partnerschaften bestehen zur französischen Stadt Vierzon und seit 1982 zu Bürstadt im hessischen Landkreis Bergstraße.